# Сиддханта
Сиддха́нта (санскр. सिद्धान्त, IAST: siddhānta, siddha - совершенный, ānta - заключение, конец) — заключительные выводы, установленные истины какого-либо учения. Также этот санскритский термин, можно в целом перевести как «доктрина», «учение» или «традиция». В школах индийской философии сиддхантой называют философское заключение, установившуюся или принятую точку зрения. Сиддханта — это установившийся богословский термин в индуистской философии, где он используется для обозначения специфической линии богословского развития в определённой индуистской религиозной традиции. Исторически, в различных индуистских философских школах сиддханта устанавливалась основателями этих школ в форме сутр (афоризмов). Впоследствии, выдающиеся философы каждой традиции писали к сутрам комментарии, в которых продолжали формулировать установленную ранее доктрину путём цитирования шастр и использования логики и праманы. Например в традиции веданты, автором «Веданта-сутр» был Вьяса, а комментаторами — Шанкара, Рамануджа и Мадхва (каждый из которых выступил основателем одной из ведантических школ). Также, в традиции мимансы, автором сутр был Джаймини, а комментатором — Шабарасвами.
Сиддхантами также называют базовые древнеиндийские трактаты по астрономии. Варахамихира в «Панча-сиддхантике» выделяет пять сиддхант: «Сурья-сиддханта», «Пайтамаха-сиддханта» (схожа с классической «Веданга-джьотишей»), «Паулиса-сиддханта», «Ромака-сиддханта» и «Васиштха-сиддханта».